# Vanløse IF
Der Vanløse Idrætsforening ist ein dänischer Fußballverein im Kopenhagener Stadtteil Vanløse.

## Geschichte
Der 1921 gegründete Verein spielte zwei Jahre in der höchsten dänischen Spielklasse. Am Ende der Saison 1975 belegte VIF den 8. Platz. Bereits ein Jahr später musste VIF als Tabellenletzter absteigen.

## Erfolge
1974 war das sportlich erfolgreichste Jahr der Vereinsgeschichte. VIF gelang der erstmalige Aufstieg in die 1. Division und gewann als Zweitligist den nationalen Pokal durch einen 5:2-Sieg gegen Odense BK.
Durch den Pokalsieg war VIF an der Teilnahme am Europapokal der Pokalsieger der Saison 1974/75 berechtigt. Dort schied das Team bereits in der ersten Runde mit 1:4 und 0:4 gegen Benfica Lissabon aus.

## Bekannte Spieler
- Preben Elkjær Larsen
- Michael Laudrup
- Jan Michaelsen
- Denni Patschinsky